# Konstytucja Czech

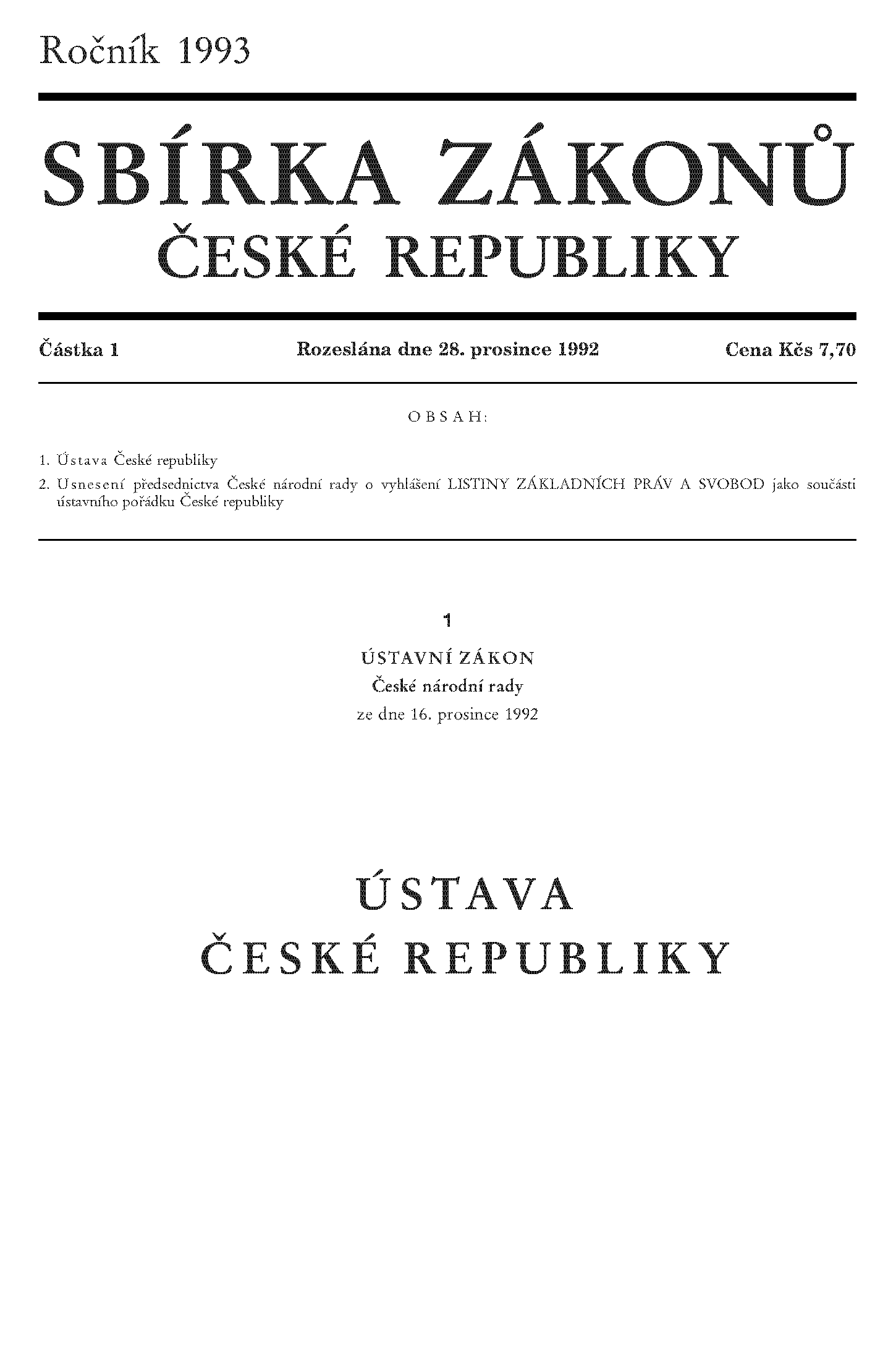
Pierwsza strona czeskiej konstytucji

Konstytucja Republiki Czeskiej (cz. Ústava České republiky) została uchwalona 16 grudnia 1992 roku  i przyjęta przez parlament w dniu 1 stycznia 1993 roku. Nowa konstytucja zastąpiła na terytorium Republiki Czeskiej starą konstytucję czechosłowacką pochodzącą z 1960 roku. Konstytucja jest podzielona na 8 rozdziałów. Ósmy z nich jest poświęcony sprawom wewnętrznym oraz rządowi Czech.

## Podział Konstytucji
- Część 1 (Artykuły 1-14)

Pierwsze artykuły wprowadzają w zawartość konstytucji. Oprócz tego już na początku konstytucji jest zapis gwarantujący podstawowe prawa człowieka i wolności. W pierwszych artykułach umieszczono zapis o prawie międzynarodowym, które jest włączone do czeskiego prawa. Końcowe artykuły pierwszej części poświęcone są także: stolicy państwa, symbolom narodowym oraz zasadom obywatelskim
- Część 2 (Artykuły 15-53)

Część ta jest poświęcona władzy ustawodawczej. Konstytucja ustanawia dwuizbowy parlament czeski, w skład którego wchodzi Izba Poselska oraz Senat.
- Część 3 (Artykuły 54-80)

Część 3 jest poświęcona władzy wykonawczej którą dzieli prezydent oraz rząd przewodzony przez premiera.
- Część 4 (Artykuły 81-96)

Konstytucja powołuje do życia Sąd Konstytucyjny oraz Sąd Najwyższy.
- Część 5 (Artykuł 97)

Konstytucja powołuje Najwyższą Izbę Kontroli.
- Część 6 (Artykuł 98)

Konstytucja powołuje Czeski Bank Narodowy.
- Część 7 (Artykuły 99-105)

Część 7 jest poświęcona samorządom terytorialnym oraz innym organizacjom, które działają niezależenie w regionach.
- Część 8 (Artykuły 106-113)

Część 8 jest poświęcona ogólnemu prawu wewnętrznemu. Uregulowano w niej m.in. sprawy zmiany nazwy państwa, zasad prawnych oraz przepisów wykonawczych. Rząd jest zobowiązany do stania na straży przestrzegania konstytucji w sytuacjach, kiedy jest to konieczne oraz do zagwarantowania czeskim obywatelom podstawowych praw i wolności.